# مارسل بازن
مارسل بازن (فرانسوی: Marcel Bazin‎؛ زادهٔ ۷ آوریل ۱۹۴۴) جغرافی‌دان و انسان‌شناس فرانسوی و استاد بازنشسته دانشگاه ریمز شامپنی-آردن در ریمز فرانسه است. او دکترای خود را در زمینه تالش انجام داده‌است. او با ترکی آشناست.